# Comité Paralímpico Ecuatoriano
El Comité Paralímpico Ecuatoriano es el comité paralímpico nacional que representa a Ecuador. Esta organización es la responsable de las actividades deportivas paralímpicas en el país. Es miembro del Comité Paralímpico Internacional y del Comité Paralímpico de las Américas.